# Mesalazyna
Mesalazyna (kwas 5-aminosalicylowy) – organiczny związek chemiczny, aminowa pochodna kwasu salicylowego. Stosowany jako niesteroidowy lek przeciwzapalny, głównie w leczeniu wrzodziejącego zapalenie jelita grubego i choroby Leśniowskiego-Crohna.

## Mechanizm działania
Mechanizm działania mesalazyny polega na hamowaniu syntezy prostaglandyny PGE2, prostacykliny PGI2, tromboksanu A2 oraz leukotrienu B4. Ponadto bierze udział w hamowaniu reakcji utleniania w błonie śluzowej okrężnicy.
Lek jest zwykle dobrze tolerowany, jednak nie można zupełnie wykluczyć działania ogólnego, bo niewielka część tego kwasu dostaje się z jelit do krwiobiegu.

## Wskazania
- wrzodziejące zapalenie jelita grubego o przebiegu łagodnym i umiarkowanym,
- choroba Leśniowskiego-Crohna.

## Przeciwwskazania
- nadwrażliwość na mesalazynę
- ciężka niewydolność wątroby lub niewydolność nerek
- czynna choroba wrzodowa

Ostrożnie:
- zaburzona czynność wątroby i/lub nerek,
- zaburzenia krzepnięcia,
- osoby w podeszłym wieku.

## Działania niepożądane
- nudność, wymioty
- bóle brzucha
- biegunka
- rzadko objawy nadwrażliwości:
  - gorączka
  - bóle głowy
  - stany spastyczne oskrzeli
  - objawy toczniopodobne
- śródmiąższowe zapalenie nerek
- pericarditis
- zapalenie trzustki
- methemoglobinemia

## Preparaty
Asamax, Colitan, Jucolon, Mesalazyna, Pentasa, Salofalk, Crohnax